# Cliffortia obliqua
Cliffortia obliqua är en rosväxtart som beskrevs av Spreng.. Cliffortia obliqua ingår i släktet Cliffortia och familjen rosväxter. Inga underarter finns listade i Catalogue of Life.